# 王苹

王苹（1916年9月2日—1990年12月28日），原名王光珍，女，回族，江苏江宁人，中国第三代电影导演，中华人民共和国第一位电影女导演。

## 生平
王苹出生于南京市。原名王光珍，乳名毛五，在家里排行老四。1931年，考入南京一中高中师范科。在学校结识水华等人，参加了“磨风艺社”。1933年10月，上海左翼剧盟陈鲤庭和宋之的吸收磨风艺社集体加盟，成立南京分盟。王光珍成为南京分盟唯一的女性。1934年开始，王光珍在磨风艺社先后出演《姐姐》、《娜拉》等剧的主角，并取艺名“王苹”。1935年初，王苹因出演《娜拉》被国民政府教育部命令兴中门小学辞退教师职务。南京市教育局发出通告，不准任何学校聘用王苹。此即轰动一时的“《娜拉》事件”。后王苹到江宁县铜山小学任教。
1935年10月，王苹在中共帮助下，离家赴上海，进入西北影业公司当演员。参加影片《无限生涯》的拍摄，该片因反映矿工生活与斗争，被阎锡山下令停拍。后王苹与宋之的结婚。
1937年，王苹参加抗日救亡演剧一队先后在重庆、上海、香港、昆明等地演出了《春寒》、《雾重庆》、《家》、《清明前后》、《大雷雨》、《民族英雄》等剧。1945年国共谈判期间，王苹在重庆受到毛泽东和周恩来接见。后宋之的赴东北在第四野战军工作，王苹留在上海，参加了《一江春水向东流》、《八千里路云和月》和《丽人行》等影片的演出。
1949年，王苹被调到东北电影制片厂任演员。1950年调到军委总政治部文化部电影处。1952年，王苹参与了八一电影制片厂的筹建。1951年至1953年，王苹导演了八一厂的第一部军事教育片《河川进攻》。该片是将解放军军事学院组织的一个诸兵种协同作战军事演习拍成电影，由该院院长刘伯承元帅指示总政文化部拍摄的。后，王苹转作故事片导演。
王苹被授予中国人民解放军二级红星功勋荣誉章。

## 电影作品
| 拍摄时间 | 类型       | 片名                     | 职务     | 获奖                        | 備註 |
| 1953年   | 军事教育片 | 河川进攻                 | 导演     |                             |      |
| 1953年   | 军事教育片 | 祁建华速成识字法         | 导演     |                             |      |
| 1954年   | 故事片     | 冲破黎明前的黑暗         | 导演     |                             |      |
| 1957年   | 故事片     | 柳堡的故事               | 导演     |                             |      |
| 1958年   | 故事片     | 永不消逝的电波           | 导演     |                             |      |
| 1959年   | 故事片     | 江山多娇                 | 导演     |                             |      |
| 1960年   | 故事片     | 勐垅沙                   | 导演     |                             |      |
| 1962年   | 故事片     | 槐树庄                   | 导演     | 1963年第2届百花奖最佳导演奖 |      |
| 1964年   | 故事片     | 霓虹灯下的哨兵           | 导演     |                             |      |
| 1965年   | 舞台艺术片 | 东方红                   | 导演     |                             |      |
| 1974年   | 故事片     | 闪闪的红星               | 导演顾问 |                             |      |
| 1976年   | 故事片     | 长征组歌——红军不怕远征难 | 导演     |                             |      |
| 1985年   | 舞台艺术片 | 中国革命之歌             | 总导演   | 1986年第6届金鸡奖特别奖     |      |

## 延伸阅读
[在维基数据编辑]